# Кужавський Микола Сергійович
Кужáвський Микóла Сергíйович (7 червня 1974, Київ) — український топ-менеджер, директор регіональної філії «Придніпровська залізниця» АТ «Укрзалізниця» з 2017 до 2020 року.

## Освіта
Кужавський Микола Сергійович закінчив:
- у 1995 році — Київський інститут водного транспорту, спеціальність «Морське судноводіння»;
- у 2008 році — Харківська академія залізничного транспорту, спеціальність «Економіка підприємства»;
- у 2010 році — Steinbeis University Berlin SHB, ступінь Executive MBA;
- у 2017 році — Conservatoire National des arts et métiers, Paris (Національна школа майстерності та професій, Париж, Франція), спеціальність «Менеджер високошвидкісних залізничних систем»;
- у 2017 році — «Український державний університет залізничного транспорту» спеціальність «Транспортні технології (на залізничному транспорті)», освітня програма «Організація перевезення і управління на транспорті», кваліфікація магістр.
- з 2019 року — Український державний університет залізничного транспорту, здобувач вищої освіти третього освітньо-наукового рівня (ступінь доктор філософії) за спеціальністю «Економіка».

## Трудова діяльність
У 1993—2003 роках був офіцером торгівельного морського флоту, пройшовши шлях від матроса/able seaman до капітана далекого плавання/deep sea captain (master of the merchant ships), також працював суперінтендантом у компанії судновласнику.
У 2003—2023 роках працював на керівних посадах приватних та державних промислових підприємств у оборонній, нафтогазовій, машинобудівної та транспортній сферах. У тому числі, з 2017 по 2020 рік був директором регіональної філії "Придніпровська залізниця" АТ Укрзалізниця.

## Нагороди
- Нагрудний знак «Почесна відзнака» Українського державного університету залізничного транспорту, 2017;
- Нагрудний знак «Знак пошани» Міністерства оборони України, 2018;

- Подяка Командувача Сил логістики Збройних Сил України, 2019;
- Грамота Командувача Об’єднаних Сил у Донецькій і Луганській областях, 2019;
- Нагрудний знак «5 років оперативне командування «Схід», 2020.
- Медаль «За сприяння Збройним Силам України», МО України, 2022;